# Ash-Shajara, Jordanien
ash-Shajara (arabiska: الشجرة) är en ort i Jordanien. Den ligger i provinsen Irbid, i den norra delen av landet, 80 km norr om huvudstaden Amman. Antalet invånare är omkring 11 000.